# The Graveyard
The Graveyard (en español: Cementerio) es un álbum conceptual y el séptimo álbum de estudio de la banda de heavy metal King Diamond. Fue publicado por las compañías discográficas Massacre Records y Metal Blade Records en 1996.
El álbum nos relata una historia de locura, odio, venganza, traición, poder e incesto que era practicado con una niña de 7 años; tema poco usual dentro del heavy metal y de la línea general de las historias que crea King Diamond.

“Viendo a través de los ojos de un lunático (YO) –en este caso él-, esta historia refleja algunos de los lados más oscuros de la mente humana. Esta trata del odio, miedo, culpa, venganza, justicia, injusticia, amores retorcidos y los más cerdos y pervertidos de McKenzie (el Mayor), quien abusaba a su propia hija de 7 años, Lucy; y como de todo eso me culparon a mi”. 
Este disco rompió con las historias de fantasmas, demonios, brujas, etc., sin embargo logró ubicarlo dentro un ambiente macabro y poco agradable como lo es un cementerio, que es donde se desarrolla y llega a su desenlace esta historia.
Por: King Diamond

## Lista de canciones
| N.º   | Título                    | Escritor(es)           | Duración |  |
| 1.    | «The Graveyard»           | King Diamond           | 1:22     |  |
| 2.    | «Black Hill Sanitarium»   | Diamond, Andy LaRocque | 4:28     |  |
| 3.    | «Waiting»                 | Diamond                | 4:26     |  |
| 4.    | «Heads On The Wall»       | Diamond, LaRocque      | 6:20     |  |
| 5.    | «Whispers»                | Diamond, LaRocque      | 0:31     |  |
| 6.    | «I'm Not A Stranger»      | Diamond                | 4:03     |  |
| 7.    | «Digging Graves»          | Diamond                | 6:55     |  |
| 8.    | «Meet Me At Midnight»     | Diamond, LaRocque      | 4:46     |  |
| 9.    | «Sleep Tight Little Baby» | Diamond                | 5:38     |  |
| 10.   | «Daddy»                   | Diamond                | 3:22     |  |
| 11.   | «Trick Or Treat»          | Diamond                | 5:09     |  |
| 12.   | «Up From The Grave»       | Diamond                | 3:18     |  |
| 13.   | «I Am»                    | Diamond                | 5:50     |  |
| 14.   | «Lucy Forever»            | Diamond, LaRocque      | 4:56     |  |
| 61:11 |                           |                        |          |  |

## Integrantes
- King Diamond - vocalista, teclista
- Andy LaRocque - guitarrista
- Herb Simonsen - guitarrista
- Chris Estes - bajista
- Darrin Anthony - baterista